# 古屋秀隆
古屋 秀隆（ふるや ひでたか、1963年 - ）は日本の動物学者、理学博士、大阪大学大学院理学研究科教授。主としてニハイチュウ類について、発生、系統、生活史等様々な方向から研究している。

## 人物・経歴
1963年、福岡県に生まれる。学部は島根大学を卒業する。1991年に大阪大学大学院理学研究科で修士課程を、1994年に同科で博士課程修了。大学院時代は比較生物学である越田豊のもとでニハイチュウ類を研究し、生理学専攻にて学位を取得する。1997年4月から1999年3月にかけては、サンタバーバラ自然史博物館客員研究員を務める。以降は大阪大学に戻り、1999年 - 2007年は大阪大学大学院理学研究科で助手を、2007年から2021年4月にかけては、大阪大学大学院理学研究科生物科学専攻 学際グループ（動物発生進化学）准教授を務める。この間2013年から2015年には、日本動物学会の将来計画委員会委員も務めた。2021年5月から現在は、大阪大学大学院理学研究科生物科学専攻 動物形態学研究室教授を務める。

## 著書

### 和書
- 越田豊、古屋秀隆 著「二胚虫類」、青木淳一、田近謙一、森岡弘之 編『動物系統分類学 追補版』山田真弓 監修、中山書店、2000年2月25日、28–36頁。ISBN 4521072518。
- 古屋秀隆 著「第Ⅱ部4章、コラム4」、白山義久 編『無脊椎動物の多様性と系統』岩槻邦男・馬渡峻輔 監修、裳華房〈バイオディバーシティ・シリーズ〉、2000年11月30日、102–107頁。ISBN 4785358289。
- 古屋秀隆（監訳/図版）「二胚動物」 ロス・パイパー 著、西尾香苗 訳『知られざる地球動物大図鑑』東京書籍、2016年5月20日、204–205頁。ISBN 9784487808151。
- 古屋秀隆 著「二胚動物・直泳動物」、日本動物学会 編『動物学の百科事典』丸善出版、2018年9月30日、60–61頁。ISBN 9784621303092。
- 古屋秀隆 著「1.3.5　直泳動物門・二胚動物門」、末光隆志 編『動物の事典』朝倉書店、2020年11月1日。ISBN 978-4-254-17166-2。
- 古屋秀隆 著「二胚動物門」、島野智之・岡本卓・柁原宏・自見直人・中野隆文・松沼瑞樹・山崎博史 編『動物系統分類学2026』中山書店、2026年。

### 洋書
- Hidetaka Furuya (2017). “Chapter 15 Diversity and Morphological Adaptation of Dicyemids in Japan”. In Motokawa, M; Kajihara, H. Species Diversity of Animals in Japan. Springer. pp. 401–417. doi:10.1007/978-4-431-56432-4. ISBN 9784431564300. ISSN 25095536
- Hidetaka Furuya; Dhikra Souidenne (2019). “10 Protist (Ciliates) and Related Diseases”. In Gestal, Camino; Pascual, Santiago; Guerra, Ángel et al.. Handbook of Pathogens and Diseases in Cephalopods. Springer. pp. 153–158. doi:10.1007/978-3-030-11330-8_10. ISBN 978-3-030-11329-2
- Hidetaka Furuya; Dhikra Souidenne (2019). “11 Dicyemids”. In Gestal, Camino; Pascual, Santiago; Guerra, Ángel et al.. Handbook of Pathogens and Diseases in Cephalopods. Springer. pp. 159–168. doi:10.1007/978-3-030-11330-8_11. ISBN 978-3-030-11329-2

## 受賞歴
- 1993年10月 日本動物学会論文賞（マダコから発見された２種類のニハイチュウ）[2]
- 1995年 日本動物学会論文賞（2種類の蠕虫型幼生の発生）[2]
- 2002年10月 日本動物学会奨励賞（ニハイチュウ の生物学）[2]
- 2019年9月 日本動物学会賞（ニハイチュウ の生物学）[2][8]
- 2020年11月 大阪大学 大阪大学賞（教養教育における生物学教育−学生実験と少人数セミナーでの取り組み）[2][9]

## 記載した生物

### 二胚動物
以下に記載した二胚動物を示す。
- アカシニハイチュウ[14] Dicyema akashiense Furuya, 2005
- アワジニハイチュウ[14] Dicyema awajiense Furuya, 2005
- マルボウニハイチュウ[15] Dicyema bacterocephalum Furuya, 2022
- ドングリニハイチュウ[14] Dicyema balanocephalum Furuya, 2005
- Dicyema banyulensis Furuya & Hochberg, 1999
- Dicyema benedeni Furuya & Hochberg, 1999
- コンボウニハイチュウ[14] Dicyema clavatum Furuya & Koshida, 1999
- イクビニハイチュウ[14] Dicyema colurum Furuya, 1999
- ツリガネニハイチュウ[14] Dicyema codonocephalum Furuya, 2008
- コノニハイチュウ[16] Dicyema conocephalum Furuya, 2022
- ヤマボウシニハイチュウ[14] Dicyema cryptocephalum Furuya, 2018
- ツツガタニハイチュウ[14] Dicyema dolichocephalum Furuya, 1999
- ベニニハイチュウ[14] Dicyema erythrum Furuya, 1999
- ゴザニハイチュウ Dicyema gozaense Furuya, 2022
- フトニハイチュウ[17] Dicyema hadrum Furuya, 1999
- クギニハイチュウ[14] Dicyema helocephalum Furuya, 2005
- Dicyema hochbergi Castellanos-Martinez, Aguirre-Macedo & Furuya, 2016
- ヤワラボウズニハイチュウ[18]（ヤワラボウズイカニハイチュウ[17]） Dicyema hyalocephalum Furuya, 2022
- イリノニハイチュウ[14] Dicyema irinoense Furuya, 2005
- ヤマトニハイチュウ[14] Dicyema japonicum Furuya & Tsuneki, 1999
- コシダニハイチュウ[17] Dicyema koshidai Furuya & Tsuneki, 2005
- ヨツメダコニハイチュウ[14] Dicyema leiocephalum Furuya, 2005
- ウスベニニハイチュウ[19] Dicyema lorigeroeceum Furuya, 2022
- カミナリイカニハイチュウ[17] Dicyema lycidoeceum Furuya, 1999
- ミエニハイチュウ[20] Dicyema miense Furuya, 2022
- Dicyema mexcayae Castellanos-Martinez, Aguirre-Macedo & Furuya, 2016
- フデニハイチュウ[17] Dicyema oxycephalum Furuya, 2009
- カザグルマニハイチュウ[14] Dicyema petalocephalum Furuya, 2018
- イトニハイチュウ[17] Dicyema rhadinum Furuya, 1999
- シリヤケイカニハイチュウ[17] Dicyema sepiellae Furuya, 2008
- シマニハイチュウ[21] Dicyema shimaense Furuya, 2022
- マツバダコニハイチュウ[14] Dicyema shimantoense Furuya, 2008
- Dicyema shorti Furuya,Damian & Hochberg, 2008
- フウセンニハイチュウ[14] Dicyema sphaerocephalum Furuya, 2005
- サイヅチニハイチュウ[14] Dicyema sphyrocephalum Furuya, 1999
- ウデボソニハイチュウ[22] Dicyema tenuipoeceum Furuya, 2022
- タイコニハイチュウ[23] Dicyema tympanocephalum Furuya, 2022
- トサニハイチュウ[14] Dicyema tosaense Furuya, 2005
- Dicyema whitmani Furuya & Hochberg, 1999
- カサガタニハイチュウ[14] Dicyemennea acetabulum Furuya, 2018
- イナバノニハイチュウ[14] Dicyemennea anteronucleatum Furuya, 2018
- Dicyemennea bathybenthum Furuya & Hochberg, 2008
- Dicyemennea canadensis Furuya, Hochberg & Short, 2008
- Dicyemennea chukchiense Furuya, 2010
- イムレニハイチュウ[14] Dicyemennea desmocephalum Furuya, 2018
- Dicyemennea dorycephalum Furuya & Hochberg, 2002
- オタマニハイチュウ[14] Dicyemennea gyrinodes Furuya, 1999
- クモダコニハイチュウ[14] Dicyemennea leptocephalum Furuya, 2018
- ムチニハイチュウ[17] Dicyemennea mastigoides Furuya, 1999
- マッコナギーニハイチュウ[14] Dicyemennea mcconnaugheyi Furuya, 2018
- オオニハイチュウ[14] Dicyemennea megalosomum Furuya, 2018
- ミナベニハイチュウ[17] Dicyemennea minabense Furuya, 1999
- ツノモチダコニハイチュウ[14] Dicyemennea moritakii Furuya, 2018
- ヘビニハイチュウ[14] Dicyemennea ophioides Furuya, 1999
- ムギワラボウニハイチュウ[14] Dicyemennea pileum Furuya, 2008
- コブシメニハイチュウ[17] Dicyemennea ryukyuense Furuya, 2005
- トバニハイチュウ[14] Dicyemennea tobaense Furuya, 2018
- シャリンニハイチュウ[14] Dicyemennea trochocephalum Furuya, 1999
- メンダコニハイチュウ[14] Dicyemennea umbraculum Furuya, 2009
- ミズダコニハイチュウ[14] Dicyemodeca anthinocephalum Furuya, 1999
- スイグンニハイチュウ[14] Dicyemodeca kukii Furuya, 2018
- カゼノニハイチュウ[24] Pseudicyema anemophilum Furuya, 2022
- テナガコウイカニハイチュウ[17] Pseudicyema cappacephalum Furuya, 2009
- クプラニハイチュウ[25] Pseudicyema cupulacephalum Furuya, 2022
- ダイオウニハイチュウ[26] Pseudicyema daioense Furuya, 2022
- ジンショウニハイチュウ[27] Pseudicyema jinshoae Furuya, 2022
- コウイカニハイチュウ[17] Pseudicyema nakaoi Furuya, 1999
- シリブクレニハイチュウ[28] Pseudicyema physocaudatum Furuya, 2022

### 腹毛動物
- マチカネイタチムシ Chaetonotus machikanensis Suzuki & Furuya, 2011[29]
- Chaetonotus retiformis Suzuki & Furuya, 2011[29]
- トゲウロコイタチムシ Lepidodermella acantholepida Suzuki, Maeda & Furuya, 2013[30]
- ケトゲトゲオイタチムシ Dichaetura filispina Suzuki, Maeda & Furuya, 2013[30]